# Cadre-45/2-Europameisterschaft 1925

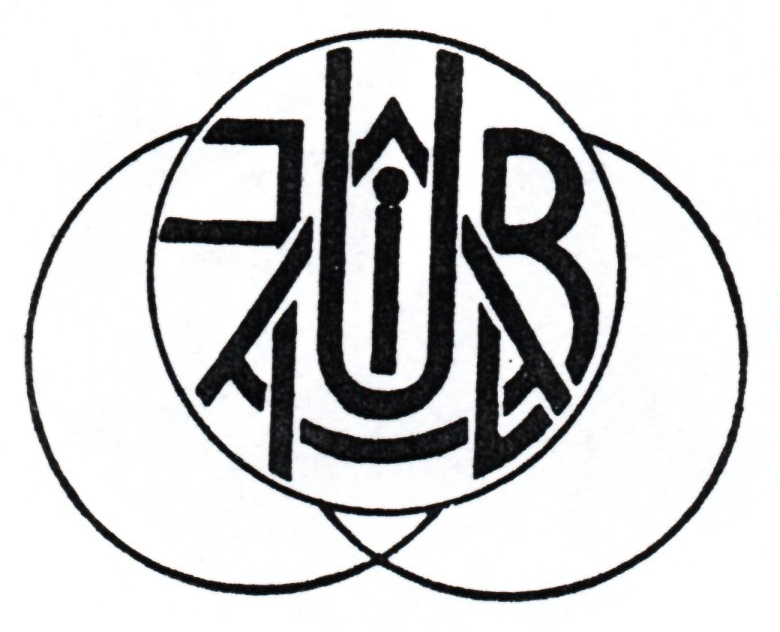
Logo UIFAB (ausrichtender Verband)

Veranstaltungsort: Den Haag

Die Cadre-45/2-Europameisterschaft 1925 war das 1. Turnier in dieser Disziplin des Karambolagebillards und fand vom 12. bis zum 15. Februar 1925 in Den Haag statt. Es war die erste Cadre-45/2-Europameisterschaft in den Niederlanden.

## Geschichte
Cadre 45/2-Weltmeisterschaften wurden bereits seit 1903 durchgeführt. Die Ausrichtung dieser Weltmeisterschaften wurden damals ausschließlich dem französischen Verband FFAB zugesprochen. Nur Belgien bekam das Recht vereinzelt zugesprochen. Um auch eine Cadre-Meisterschaft durchzuführen, gab es immer wieder Diskussionen bei den anderen nationalen Verbänden. Ganz besonders der niederländische Verband NBB wehrte sich gegen dieses Veranstaltungsmonopol und setzte schließlich als Kompromiss die Einführung von Europameisterschaften durch. Die ersten drei Cadre-Europameisterschaften fanden damit auch in den Niederlanden statt. Als erster Europameister stand am Turnierende mit Jan Dommering auch ein Niederländer ganz oben auf dem Podest. Der Durchschnittbeste Spieler des Turniers, der Belgier Gustave van Belle, vergab seine Siegeschance durch eine Niederlage gegen den Schweizer Jean-Pierre Martenet. Mit 66,66 Durchschnitt erzielte er aber eine Leistung in einer Partie, die bei internationalen Amateurmeisterschaften noch nie erreicht wurde.
In der Deutschen Billard-Zeitung wurde die Meisterschaft als 'sogenannte' Europameisterschaft beschrieben, da Deutschland nach dem Weltkrieg noch nicht spielberechtigt war.

## Turniermodus
Das ganze Turnier wurde im Round Robin System bis 400 Punkte gespielt. Im Gegensatz zu Weltmeisterschaften gab es bei Punktgleichheit am Ende keine Stichpartien, sondern der bessere Generaldurchschnitt entschied über die Platzierung.
Wertung:
1. MP = Matchpunkte
2. GD = Generaldurchschnitt
3. HS = Höchstserie

## Abschlusstabelle

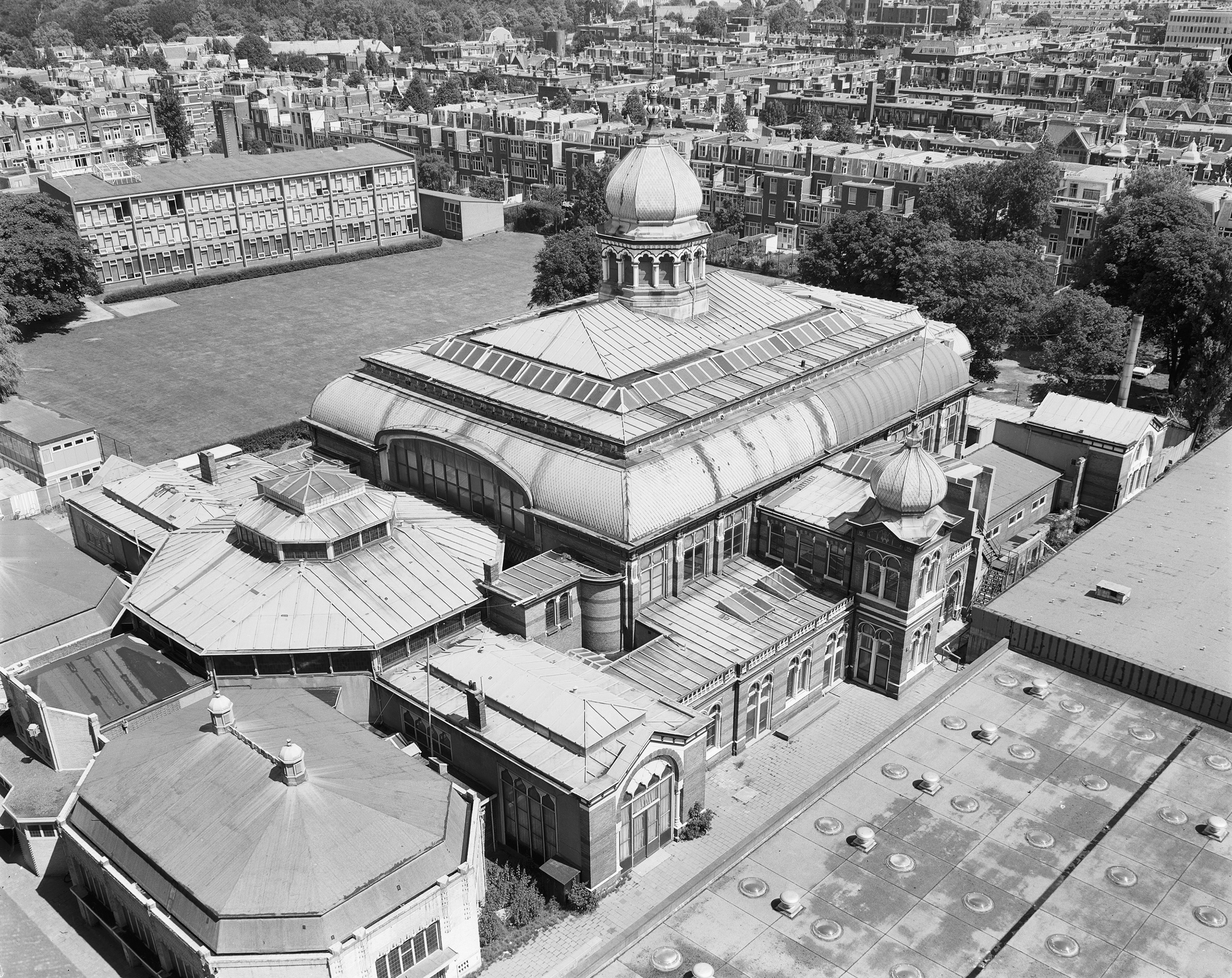
Dierentuin in Den Haag (1863–1943)

| MP    | Match Points (Sieger = 2; Unentschieden = 1; Verlierer = 0) |
| Pkte. | Erzielte Karambolagen                                       |
| Aufn. | Benötigte Versuche                                          |
| GD    | Generaldurchschnitt                                         |
| BED   | Bester Einzeldurchschnitt eines Spielers                    |
| HS    | Höchstserie                                                 |
|       | Bester GD des Turniers                                      |
|       | Bester ED des Turniers                                      |
|       | Beste HS des Turniers                                       |
|       | 1. Platz (Gold)                                             |
|       | 2. Platz (Silber)                                           |
|       | 3. Platz (Bronze)                                           |

| Platz                      | Name                 | MP   | Pkte. | Aufn. | GD    | BED   | HS  |
| -------------------------- | -------------------- | ---- | ----- | ----- | ----- | ----- | --- |
| 1                          | Jan Dommering        | 12:2 | 2789  | 110   | 25,34 | 40,00 | 193 |
| 2                          | Albert Corty         | 12:2 | 2666  | 110   | 24,23 | 50,00 | 141 |
| 3                          | Gustave van Belle    | 10:4 | 2553  | 95    | 26,87 | 66,66 | 173 |
| 4                          | Jean-Pierre Martenet | 8:6  | 1840  | 113   | 16,28 | 30,76 | 128 |
| 5                          | Charles Darantière   | 6:8  | 2271  | 149   | 15,24 | 20,00 | 108 |
| 6                          | Théo Moons           | 4:10 | 2371  | 114   | 20,79 | 30,76 | 169 |
| 7                          | Henk Robijns         | 2:12 | 1820  | 117   | 15,55 | 25,00 | 100 |
| 8                          | Edmond Soussa        | 2:12 | 1660  | 119   | 13,94 | 13,33 | 90  |
| Turnierdurchschnitt: 19,39 |                      |      |       |       |       |       |     |